# Aspidosiphon exiguus
Aspidosiphon exiguus är en stjärnmaskart som beskrevs av Edmonds 1974. Aspidosiphon exiguus ingår i släktet Aspidosiphon och familjen Aspidosiphonidae. Inga underarter finns listade i Catalogue of Life.